# AO-2.5RT
AO-2.5RT – radziecka bomba odłamkowa małego wagomiaru. Zrzucana w bombach kasetowych RBK-250 AO-2.5RT i RBK-500 AO-2.5RT, RBK-500U oraz blokach kontenerowych BK (przenoszonych w kasetach wielokrotnego użytku KMGU i KMGU-2).
Bomba AO-2.5RT składa się z dwóch półkul połączonych ze sobą zapalnikiem i pierścienia pięciu łopatek. Łopatki zwiększają rozrzut i powodują odbezpieczenie bomby. W chwili uderzenia o ziemię bomba rozdziela się na dwie części, które są wyrzucane na wysokość 1,2-1,5 m, a następnie wybuchają.
Udoskonaloną wersją tej bomby jest AO-2.5RTM.